# L’Infirmière Magazine
L’Infirmière Magazine („Krankenpflegemagazin“) ist eine monatlich erscheinende französische Fachzeitschrift für Pflegekräfte. Die Zeitschrift, die im Februar 1987 erstmals erschien, gehört heute zu der  niederländischen Verlagsgruppe Wolters Kluwer, der Redaktionssitz ist Rueil-Malmaison in Frankreich. Die Auflage beträgt etwas weniger als 50 000 Exemplare, es erscheinen zusätzliche Ableger für die spezialisierten Berufsfelder der Pflege.

## Entstehung
Die Zeitschrift entstand aus der „L’Infirmière Française“, einem Fachmagazin für die Pflegeberufe, die im April 1923 von Léonie Chaptal, einer Pionierin der professionellen Krankenpflege, in Zusammenarbeit mit dem Verleger Calmette sowie Cruveilhier und Lafosse als Chefredakteuren entstand. Chaptal war damit die erste Fachredakteurin für die französischen Pflegeberufe. Nachdem sie die Zeitung bis 1928 geleitet hatte, war sich die Führung der Zeitschrift nicht mehr über die Ausrichtung des Magazins einig und Chaptal gab ihre Arbeit für die „L’Infirmière“ auf. Die Zeitschrift veränderte sich im Anschluss auf den Verlust der Wortführerin der französischen Krankenpflege grundlegend.
Im Jahr 1985 übernahmen Thierry Verret, Journalist, und Annick Jouan, Pflegekraft an einer Privatklinik, die Chefredaktion der „L’Infirmière française“ und im Dezember 1985 erschien an dessen Stelle ein neues Format mit dem Titel „La Lettre de l’Infirmière française“. Im Februar 1987 erschien das Magazin schließlich unter dem Titel „L’Infirmière Magazine“, die sich in der ersten Ausgabe mit den Risiken des Berufes auseinandersetzte. In dieser Zeit begann die Entwicklung hin zu einer Pflegebewegung, deren Ziele eine bessere Bezahlung, bessere Arbeitsbedingungen und die Anerkennung ihrer Professionalität umfasste. Das Magazin stellte sich als Organ für diesen Kampf zur Verfügung und unterstützte die Bildung einer Pflegevereinigung.
Nachdem die Zeitschrift vom Lamarre-Verlag an die niederländische Verlagsgruppe Wolters Kluwer verkauft worden war, änderte sich der Anspruch langsam von der militanten Unterstützung des Kampfes um die Anerkennung hin zu einer professionell und fachspezifisch ausgerichteten Zeitschrift, die auch weitere Kreise innerhalb der Pflege ansprechen soll. Es entstanden eigene Redaktionen zu den Fachbereichen wie der pädiatrischen, geriatrischen oder psychiatrischen Pflege, die teilweise als Ableger der Zeitung erscheinen und einzelne Bereiche bedienen, so beispielsweise ab Mai 2003 die Studierenden der Fachrichtung Pflege mit dem alle drei Monate erscheinenden Magazin „Campus“.

## Themen
Zu den regelmäßigen Themen der „L'Infirmière Magazine“ gehören neben aktuellen Nachrichten aus dem Berufsfeld auch der internationale Überblick über die Entwicklungen in der Pflege, die Berufsethik, Berufsrecht, Reportagen, Aussichten und der Stellenmarkt. Daneben werden einzelne Themen aufgegriffen, beispielsweise therapeutische Weiterentwicklungen, Personalführung, Hygiene oder Wundmanagement.

## Konkurrenz
In direkter Konkurrenz zu dem Magazin stehen „La Revue de l’infirmière“ und die „Revue Soins“, die beide in der Verlagsgruppe Elsevier erscheinen.